# Zbigniew Rakowiecki

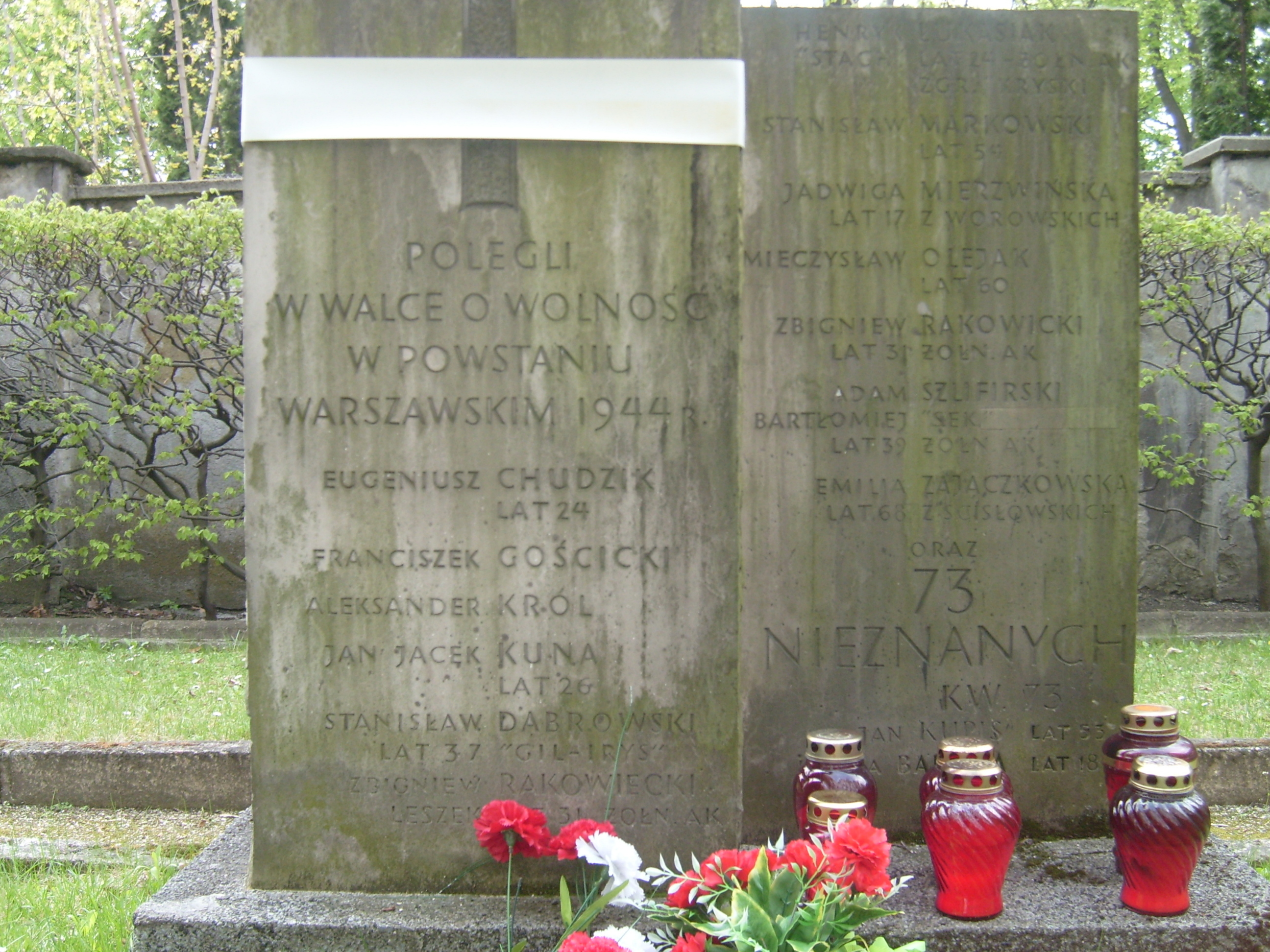
Grób Zbigniewa Rakowieckiego na Cmentarzu Powstańców Warszawy

Zbigniew Leszek Rakowiecki (ur. 14 czerwca 1913 w Łasku, zm. 5 sierpnia 1944 w Warszawie) – polski aktor filmowy i teatralny, żołnierz powstania warszawskiego. Mąż aktorki Karoliny Lubieńskiej.

## Życiorys
Studiował na Akademii Sztuk Pięknych i w Szkole Nauk Politycznych, nie ukończył studiów. Zadebiutował w drugiej przedwojennej ekranizacji powieści Stefana Żeromskiego Dzieje grzechu z 1933. Występował w chórze rewelersów, oraz w teatrach rewiowych Warszawy: „Teatrze na Kredytowej”, w teatrze „Hollywood”, w „Wielkiej Rewii”, w „Cyruliku Warszawskim” i w teatrze „Ali-Baba”. W sezonie 1938/39 był zaangażowany przez Stefana Jaracza do Teatru Ateneum”.
Podczas II wojny światowej walczył jako żołnierz w kampanii wrześniowej, a po jej zakończeniu występował w warszawskich teatrach jawnych. Podczas okupacji niemieckiej, służył w Armii Krajowej. Uczestniczył w powstaniu warszawskim, w stopniu strzelca, na Ochocie w 403 plutonie. Został rozstrzelany przez rosyjskich żołnierzy z Brygady SS „RONA” 5 sierpnia 1944 przy ul. Radomskiej 14. 
Spoczywa na Cmentarzu Powstańców Warszawy na Woli w kwaterze 73.

## Filmografia
- 1933: Dzieje grzechu
- 1935: Kochaj tylko mnie jako tancerz
- 1936: Fredek uszczęśliwia świat jako Fredek
- 1936: Papa się żeni jako Jerzy Murski
- 1939: Włóczęgi jako Tadek
- 1939/1940: Żołnierz królowej Madagaskaru jako Władzio Mącki
- 1939/1941: Ja tu rządzę jako hrabia Józio Lulewicz

## Spektakle teatralne
- 1933 – No, no, Nanette, "8.30"
- 1934 – To lubią kobiety, "8.30"
- 1935 – Dla ciebie Warszawo
- 1936 – Całus i nic więcej, "Wielka Rewia"
- 1936 – Gaby, "8.15"
- 1937 – Taniec szczęścia, "8.15"
- 1937 – Colette, czyli miss Loteria, "8.15"
- 1938 – Krysia leśniczanka, "8.15"
- 1938 – Roxy i jej drużyna, "8.15"